# Archimede Morleo
Pour les articles homonymes, voir Morleo.
Archimede Morleo est un footballeur italien né le 26 septembre 1983 à Mesagne. Il évolue actuellement au Casarano Calcio.

## Biographie

### Carrière
- 2002-2003 : Carrarese Calcio
- 2003-2005 : AS Sora
- 2005-2006 : Cisco Roma
- 2006-2008 : US Catanzaro
- 2008-2010 : Football Club Crotone
- 2010-2017 : Bologne Football Club 1909
- 2017-2018 : FC Bari
- 2019- : Casarano Calcio [1].